# Reiko Aylesworth
Reiko Aylesworth (Chicago, Illinois; 9 de diciembre de 1972) es una actriz estadounidense conocida principalmente por su actuación en la serie de TV 24 de FOX, donde interpretaba a la Agente Federal Michelle Dessler.
Apareció en la temporada quinta de Lost, personificando a una integrante de la iniciativa Dharma.

## Biografía
Nació el 9 de diciembre de 1972 en Chicago, Illinois en el hospital de Evanston. Se trasladó a Seattle, Washington a los 13 años. Después del instituto fue a la universidad de Washington. Su nombre es japonés y su apellido galés ya que es mitad holandesa, un cuarto galesa y un cuarto japonesa.

## Carrera
Comenzó su carrera actoral interpretando en teatro a Consuelo en West Side Story en 1988. Desviando luego su carrera hacia la actuación en TV y cine.

## Filmografía
| Año       | Título                            | Personaje                     | Notas |
| --------- | --------------------------------- | ----------------------------- | --- |
| 1993-1994 | One Life to Live                  | Rebecca Lewis                 | Serie de TV |
| 1996      | Lifestories: Families in Crisis   | Rita                          | TV - Aparición en el episodio "Someone Had to Be Benny" |
| 1997      | Ley y Orden                       | Tiffany Sherman               | TV - Aparición en el episodio "We Like Mike" |
| 1997      | Childhood's End                   | Laurie Cannon                 | Película |
| 1998      | You've Got Mail                   | Invitada de Acción de Gracias | Película |
| 1998      | A Will of Their Own               | Annie Jermaine                | Miniserie de TV |
| 1999      | Man on the Moon                   | Mimi                          | Película |
| 1999      | Now and Again                     | Dra. Taylor                   | TV - Aparición en el episodio "By the Light of the Moon" |
| 1999      | Random Hearts                     | Mary Claire Clark             | Película |
| 2000      | Law & Order: Special Victims Unit | Erica Alden                   | TV - Aparición en los episodios "Contact", "Remorse" and "Slaves" |
| 2000      | The West Wing                     | Janine                        | TV - Aparición en el episodio "Lies, Damn Lies and Statistics" |
| 2000      | No Deposit, No Return             |                               | Película |
| 2001      | All Souls                         | Philomena Cullen              | TV - Aparición en los episodios "Spineless," "The Deal," "Bad Blood," "Running Scared," & "One Step Closer to Roger"                                                                                               |
| 2002      | The American Embassy              | Liz Shoop                     | Serie de TV |
| 2002      | Ed                                | Kate Harrison                 | TV - Aparición en el episodio "Ends and Means" |
| 2002-2006 | 24                                | Michelle Dessler              | Serie de TV - Tercera temporada - Recurrente en la segunda temporada (Episodios 1-24) y en la cuarta temporada (Episodios 12-24) - Aparición en el primer episodio de la quinta temporada (Como estrella invitada) |
| 2003      | North of Providence               | Voz de niña                   | Cortometraje |
| 2003      | The Dead Zone                     | Natalie Connor                | TV - Aparición en el episodio: "Deja Voodoo" |
| 2004      | CSI: Crime Scene Investigation    | Chandra Moore                 | TV - Aparición en el episodio "Viva Las Vegas" |
| 2004      | The Last Full Measure             | Madre                         | cortometraje |
| 2005      | 3 lbs                             | Dra. Adrienne Holland         | |
| 2005      | Crazylove                         | Letty Mayer                   | Película |
| 2005      | Padres e hijos                    | Empresaria                    | Película de TV |
| 2005      | Shooting Vegetarians              | Daisy                         | Película |
| 2006      | Conviction                        | Julie Phelps                  | TV - Aparición en el episodio "Deliverance" |
| 2006      | 24: El juego (videojuego)         | Michelle Dessler              | Voz |
| 2006      | Magma: Volcanic Disaster          | Natalie Sheppard              | Película de TV |
| 2007      | ER                                | Julia Dupree                  | Serie de TV - Recurrente en la temporada 14 (Episodios 5-8, 10, 12-13) |
| 2007      | Alien vs. Predator: Requiem       | Kelly O'Brien                 | Película |
| 2007      | Mr. Brooks                        | Sheila                        | Película |
| 2007      | First                             | Angelina Marveau              | Cortometraje |
| 2007      | The Killing Floor                 | Audrey Levine                 | Película |
| 2007      | The Knights of Prosperity         | Simone Cashwell               | TV |
| 2008      | Buzzkill                          | Sara                          | Película |
| 2008      | The Understudy                    | Jefe Kinsky                   | Película |
| 2009      | Lost                              | Amy Goodspeed                 | Serie de TV - Recurrente en la 5.ª temporada. |
| 2009-10   | Stargate Universe                 | Sharon                        | Serie de TV - 3 episodios |
| 2010      | Damages                           | Rachel Tobin                  | Serie de TV - recurrente, temporada 3 |
| 2010      | The Good Wife                     | Nora Vashely                  | Serie de TV - Episodio "On Tap" |
| 2011-14   | Hawaii Five-0                     | Dra. Malia Waincroft          | Serie de TV - Recurrente, 7 episodios |
| 2012      | Elementary                        | Miranda Molinari              | Serie de TV - Episodio "Flight Risk" |
| 2012      | Person of Interest                | Agente Vickers                | Serie de TV - Episodio "C.O.D." |
| 2013      | Drop Dead Diva                    | June Frazier                  | Serie de TV - Episodio "Fool for Love" |
| 2014      | Revolution                        | Marion Kelly                  | Serie de TV - 4 episodios |
| 2016      | NCIS                              | Mrs. Marshall                 | Serie de TV - Episodio "Homefront" |
| 2016-17   | Scorpion                          | Allie Jones                   | Serie de TV - Recurrente, 9 episodios |
| 2017      | Salvation                         | Rhonda Cheng                  | Serie de TV - Episodio "Indivisble" |
| 2017      | SEAL Team                         | Dra. Julie Kruger             | Serie de TV - Episodio "Tip of the Spear" |
| 2018      | The Good Doctor                   | Sam DeLeon                    | Serie de TV - Episodio "Carrots" |

### Teatro
| Año       | Producción                                        | Personaje     |
| --------- | ------------------------------------------------- | ------------- |
| 1988      | West Side Story                                   | Consuelo      |
| 1992-1993 | Peter Pan                                         | Wendy         |
| 1993      | The Gut Girls                                     |               |
| 1994      | One Hundred Gates                                 |               |
| 1996      | Missing/Kissing: Missing Marisa/Kissing Christine |               |
| 1996      | Cheap Sentiment                                   | Meg Van Dyke  |
| 1997      | Robbers                                           | Lucinda       |
| 2002      | Humpty Dumpty                                     | Spoon         |
| 2005      | Top Girls                                         | Lady Nijo/Win |
| 2006      | The Fearless                                      | Meg           |
| 2007      | Expats                                            | Karina        |

## Curiosidades
Realizó pruebas para interpretar a Nina Myers en la primera temporada, pero no fue seleccionada. Luego realizó las pruebas para interpretar a Kate Warner, pero tampoco fue seleccionada. Cuando se estaba buscando a la actriz que interpretara a Michelle Dessler, los productores llamaron a Reiko sin realizarle las pruebas.
Tanto ella como su excompañero de reparto Carlos Bernard nacieron en el mismo hospital, y en la actualidad, a pesar de haber finalizado su participación en la serie, siguen siendo amigos.